# 818佔領內政部事件
818佔領內政部事件，又稱為818拆政府，是2013年8月18日晚上發生於臺灣內政部前，中央聯合辦公大樓南棟的群眾運動。

## 事件經過
8月18日當天大埔四戶強制拆除事件剛好滿一個月，又適逢週末，台灣農村陣線等團體在凱道舉辦「把國家還給人民818拆政府行動」，行動於晚間10點落幕，之後預定帶領人群前往行政院和平抗議，卻在行經內政部所屬之中央聯合辦公大樓時，突襲並成功佔領內政部前方廣場，並開始靜坐，也與警方爆發了數度衝突，但由於警力不足，而無法驅離。而這次的行動也有人直接透過網路進行直播，最多時約有數千人同時在線上觀看。
隔天早上內政部依舊正常辦公，但因警方及抗議民眾雙重包圍，仍影響公務員及洽公民眾進出。內政部次長蕭家淇於上午11點左右到場接受民眾陳情，遭到抗議民眾潑水。由於他對訴求未能未能做出正面回應，因此雙方並無具體結論。內政部長李鴻源截至當天解散為止，未曾出面。
當日下午六時，佔領20小時之後，行動決定宣佈解散。離開的同時也整理了垃圾，但噴漆、貼紙、塗鴉等則未進行清理。

## 各界反應
新黨黨主席郁慕明19日在臉書PO文質疑，「政府是全體人民選舉出來的，你們是代表誰來收回『授權』？」要求警方把抗議人士通通抓起來，「糾眾包圍拆政府，就是組織犯罪！」

## 外部連結
- 公民行動影音紀錄資料庫-818拆政府全紀錄（页面存档备份，存于）